# 2011 în știință
Anul 2011 a fost marcat de numeroase evenimente științifice semnificative, printre care primul transplant artificial de organe, lansarea primei stații spațiale chineze și creșterea populației mondiale la șapte miliarde. Anul a fost marcat de un total de 78 de zboruri spațiale orbitale reușite, precum și de numeroase progrese în domenii precum electronica, medicina, genetica, climatologia și robotica.
2011 a fost declarat Anul internațional al pădurilor și al chimiei de către Organizația Națiunilor Unite.

## Evenimente

### Ianuarie

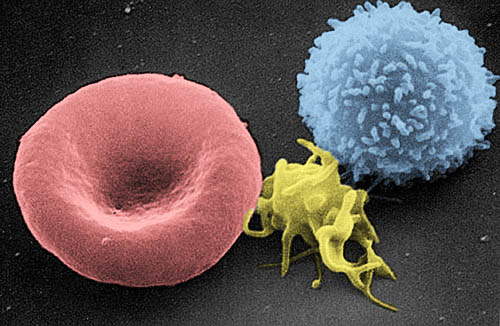
20 ianuarie: Un studiu istoric demonstrează o tehnică medicală care face celulele T umane (foto, dreapta) rezistente la HIV.

- 11 ianuarie – Kepler-10b, prima exoplanetă mică și stâncoasă confirmată, este descoperită în constelația Dragonul cu ajutorul telescopului spațial Kepler al NASA.[3][4][5]
- 12 ianuarie – Cercetătorii anunță că mâncarea nesănătoasă sărată (junk food) poate afecta arterele în doar treizeci de minute de la consumare.[6][7]
- 18 ianuarie – Cercetătorii din Australia anunță că rechinii sunt daltoniști, după ce au examinat ochii a 17 specii diferite de rechini.[8][9]
- 20 ianuarie – Un studiu istoric demonstrează o tehnică medicală care face celulele T umane rezistente la HIV.
- 21 ianuarie – Un articol din Science dezvăluie descoperirea în China a unui pterozaur Darwinopterus cu un ou neeclozat, permițând astfel diferențierea genurilor.[10][11]
- 24 ianuarie
  - Cercetătorii publică dovezi directe că erupții vulcanice masive au avut loc acum 250 de milioane de ani, cauzând probabil evenimentul de extincție Permian-Triasic, cel mai mare eveniment de extincție din istoria Pământului.[12][13]
  - Un articol din Proceedings of the National Academy of Sciences dezvăluie descoperirea lui Linhenykus monodactylus, un dinozaur teropod alvarezsaurid, în Mongolia Interioară; deși este văr cu uriașul Tyrannosaurus rex, nu este mai mare decât un papagal modern și posedă o singură gheară pe fiecare membru anterior.[14][15]
- 27 ianuarie – Astronomii documentează H1504+65, o pitică albă din Ursa Minor cu cea mai fierbinte temperatură a suprafeței cunoscută până în acest moment, la 200.000 K.[16]

### Februarie
- 4 februarie – Oamenii de știință dezvăluie un creier artificial minuscul, derivat din neuroni de șobolan, care prezintă 12 secunde de memorie pe termen scurt.[17][18]
- 9 februarie – Folosind 25 de ani de dovezi de la peste 470.000 de participanți, cercetătorii arată că privarea de somn și modelele de somn perturbate pot avea implicații grave pe termen lung asupra sănătății.[19]
- 21 februarie – O nouă cercetare indică faptul că vorbitorii bilingvi sunt mai buni la multitasking, deoarece sunt mai buni la eliminarea informațiilor irelevante; acest lucru răstoarnă ipotezele anterioare conform cărora bilingvismul provoacă confuzie, în special la copii.[20][21]

### Martie
- 4 martie

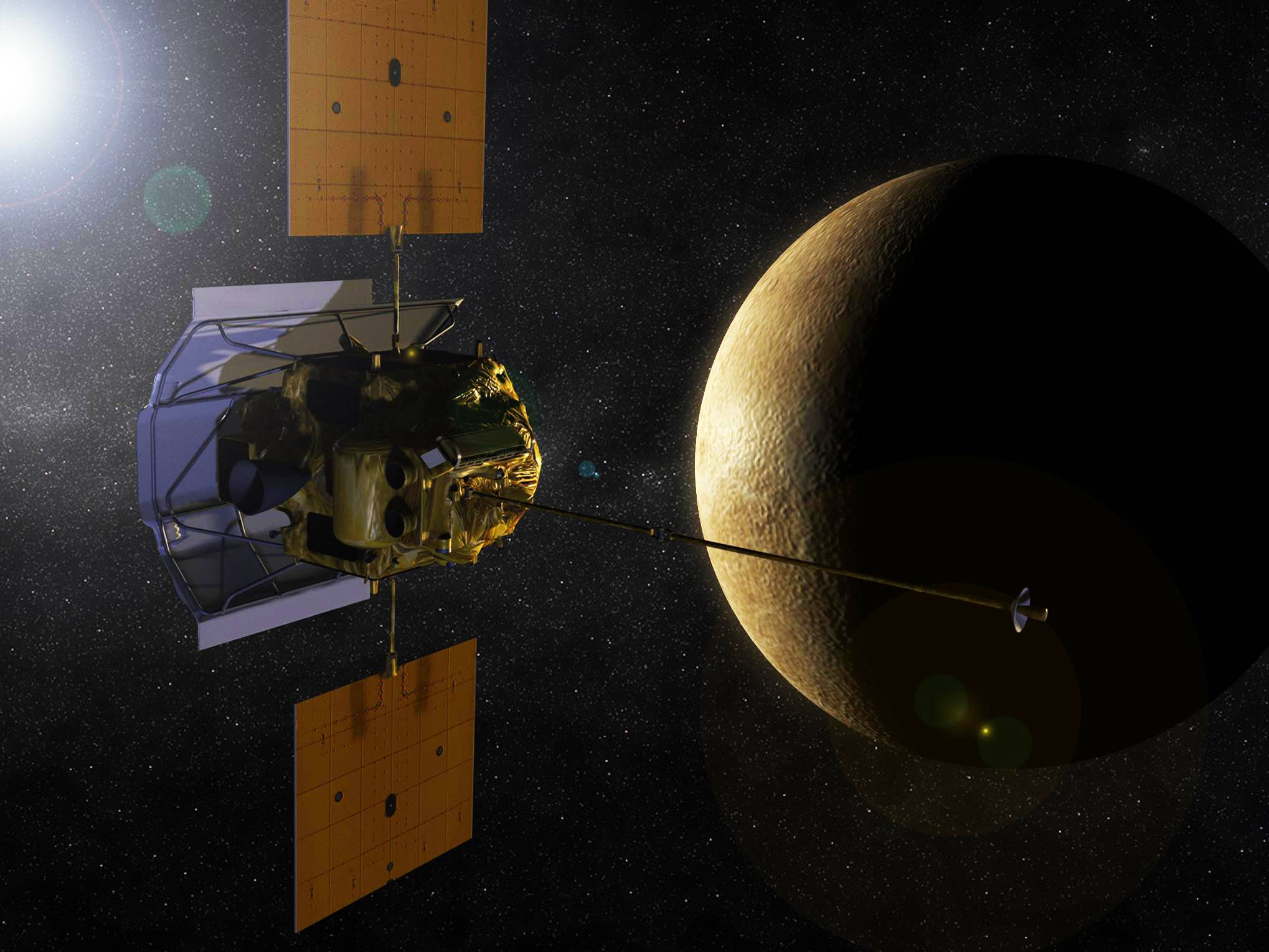
18 martie 2011: Sonda MESSENGER (concept artistic) devine prima navă spațială care orbitează în jurul planetei Mercur.

  - Cercetătorii transformă o celulă stem embrionară umană într-un tip critic de neuron care moare timpuriu în boala Alzheimer și este o cauză majoră a pierderii memoriei; descoperirea poate avea implicații majore în tratamentul bolii.[22][23]
  - Un studiu revoluționar efectuat pe șoareci indică faptul că ficatul, și nu creierul, ar putea fi sursa plăcilor amiloide din creier asociate cu boala Alzheimer.[24]
- 5 martie – Forțele Aeriene ale Statelor Unite lansează avionul spațial robotizat Boeing X-37 în cel de-al doilea zbor spațial de lungă durată; avionul spațial rămâne în cele din urmă pe orbită timp de 469 de zile.[25]
- 14 martie – Arheologii cred că au găsit orașul pierdut Atlantida în mlaștinile de noroi de lângă Cadiz, Spania. Ei teoretizează că un tsunami a lovit așezarea antică; o emisiune specială de televiziune pe National Geographic Channel investighează ulterior descoperirile lor.[26][27]
- 16 martie – Oamenii de știință raportează prima utilizare cu succes a microtransportatorilor pentru a aduce medicamente anti-cancer în zona țintă din ficatul unui iepure viu.[28]
- 18 martie – Sonda spațială MESSENGER a NASA intră cu succes pe orbită în jurul planetei Mercur – prima sondă care reușește acest lucru.[29]

### Aprilie

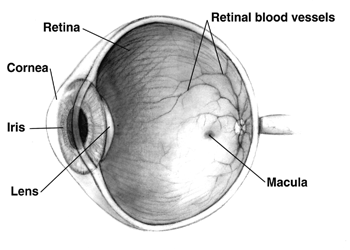
6 aprilie: oamenii de știință din Japonia cresc retină funcțională din celule stem de șoarece.

- 6 aprilie – Oamenii de știință japonezi anunță că au creat retină funcțională din celule stem de șoarece.(BBC)(Nature News)
- 14 aprilie – Micșorarea unor părți ale creierului unor persoane cu boala Alzheimer poate fi detectată cu până la un deceniu înainte de apariția simptomelor.(BBC) (Neurology)
- 15 aprilie – Este prezentată prima hartă a creierului uman din lume, oferind un instrument de cercetare interactiv care va ajuta oamenii de știință să înțeleagă modul în care funcționează creierul. Se speră ca harta să ajute la noi descoperiri în domeniul bolilor și al tratamentelor; se pot căuta o mie de situri anatomice din creier, susținute de peste 100 de milioane de puncte de date care indică expresia genetică și biochimică a fiecărui sit. (New Scientist)
- 18 aprilie – Oamenii de știință demonstrează matematic că materialele asimetrice ar trebui să fie posibile; un astfel de material ar permite trecerea majorității undelor luminoase sau sonore într-o direcție, împiedicându-le în același timp să o facă în direcția opusă; astfel de materiale ar permite construirea de oglinzi cu sens unic adevărate, camere izolate fonic sau chiar computere cuantice care utilizează lumina pentru a efectua calcule.(Phys. Rev. Lett.)
- 21 aprilie – Oamenii de știință au reușit să determine o genă modificată împotriva malariei să se răspândească în rândul unei populații de țânțari.(BBC)(Nature)
- 25 aprilie – Potrivit unui nou studiu, unii microbi pot supraviețui unei gravitații de peste 400.000 de ori mai mari decât cea simțită pe Pământ. În schimb, majoritatea oamenilor pot tolera de trei până la cinci ori gravitația de la suprafața Pământului înainte de a-și pierde cunoștința.(National Geographic)

### Mai

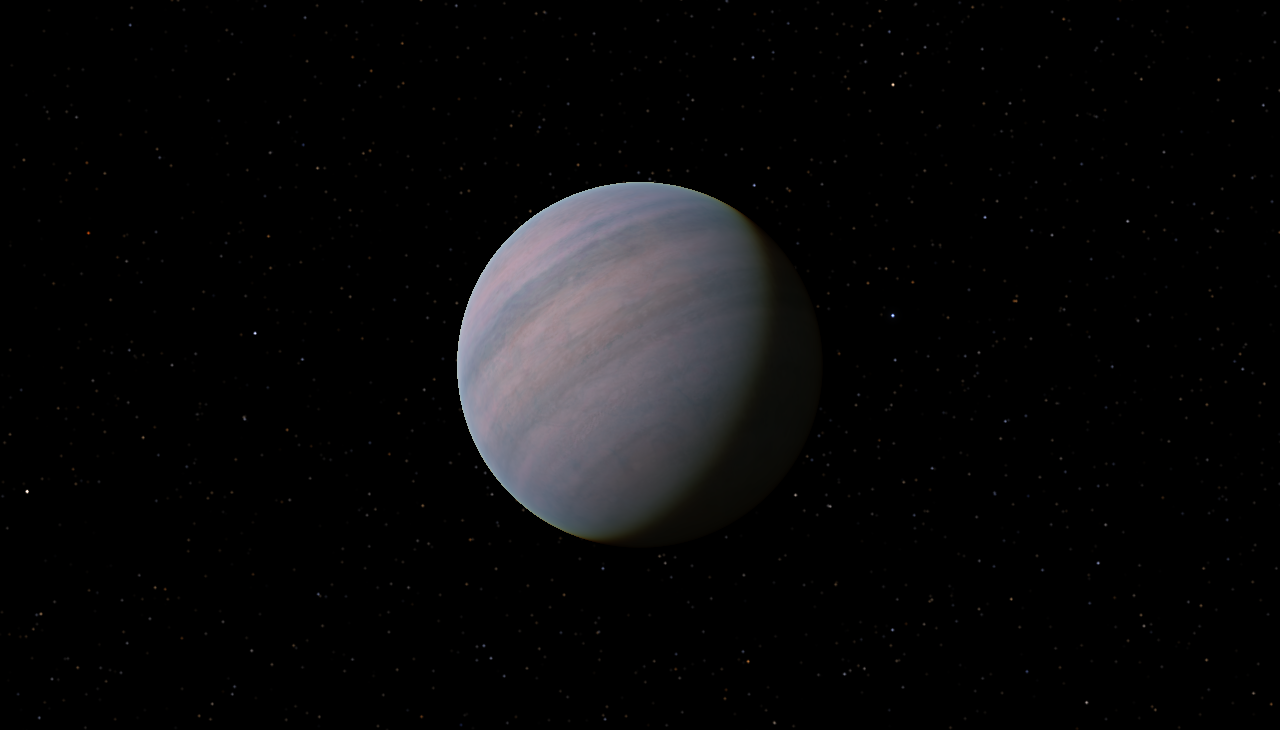
12 mai: astronomii afirmă că exoplaneta Gliese 581d (în imagine, concept artistic) ar putea susține forme de viață asemănătoare Pământului.

- 4 mai – Oamenii de știință de la CERN au izolat atomi de antihidrogen timp de 1.000 de secunde, cu patru ordine de mărime mai mult decât s-a reușit până acum captarea și menținerea atomilor de antimaterie.(arXiv)
- 11 mai – Este anunțat o nouă încrengătură de ciuperci, denumit cryptomycota („ciuperci ascunse”). (BBC) (Nature)
- 12 mai – Potrivit unei echipe de oameni de știință francezi, exoplaneta Gliese 581d poate fi considerată prima exoplanetă confirmată care ar putea susține viața asemănătoare Pământului. (Astrophys. J. Lett.)
- 16 mai – Naveta spațială Endeavour a NASA se lansează în ultima sa misiune. (BBC)
- 18 mai
  - Oamenii de știință au obținut invizibilitatea în gama de lumină vizibilă a spectrului. (Opt. Lett.)
  - Conform unui nou studiu, planetele rătăcitoare lipsite de stele mamă ar putea depăși exoplanetele "normale" cu cel puțin 50 % și sunt de aproape două ori mai frecvente în galaxia noastră decât stelele din secvența principală. (Space.com) (arXiv)
- 25 mai – NASA își încheie activitățile de planificare operațională pentru veteranul rover Spirit de pe Marte; va trece acum de la Mars Exploration Rover Project la o operațiune cu un singur rover, axată pe Opportunity, geamănul încă activ al lui Spirit. (Los Angeles Times) (NASA)

### Iunie
- 1 iunie
  - Elementele 114 și 116 sunt adăugate oficial în tabelul periodic, devenind cele mai grele elemente ale acestuia. (New Scientist) (IUPAC)
  - Oamenii de știință au descoperit un vierme care este animalul care trăiește la cea mai mare adâncime, supraviețuind în apă de 48 de grade Celsius la adâncimi de 1,3 kilometri. (BBC)
- 6 iunie – O echipă de oameni de știință de la Virginia Commonwealth University a descoperit o nouă clasă de „superatomi” – un grup stabil de atomi care pot imita diferite elemente din tabelul periodic – cu caracteristici magnetice neobișnuite (PNAS)
- 12 iunie – Vulcanul Nabro începe să erupă, eliberând cea mai mare cantitate de dioxid de sulf observată vreodată prin satelit.(Earthquake-Report.com)
- 19 iunie – Conform unui nou raport, oceanele se află într-o stare mai proastă decât se bănuia anterior, amenințându-se cu o extincție în masă a speciilor marine. (BBC) (IPSO)
- 30 iunie – Corporația informatică IBM dezvoltă o formă de memorie „instantanee”, de 100 de ori mai rapidă decât memoria flash. (Engadget)

### Iulie

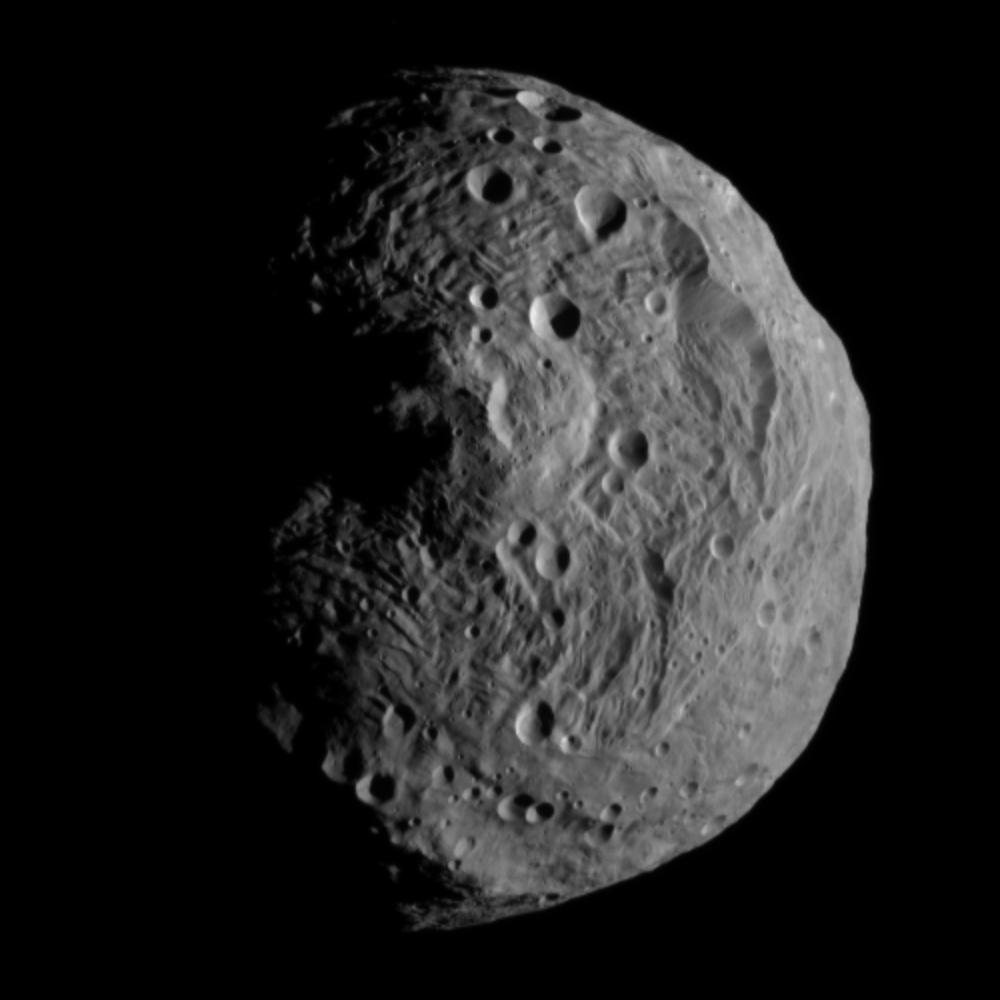
16 iulie: Sonda Dawn a NASA intră pe orbită în jurul asteroidului 4 Vesta (foto).

- 12 iulie – Planeta Neptun își încheie prima orbită de la descoperirea sa în 1846.[30]
- 16 iulie – Sonda Dawn a NASA intră pe orbită în jurul asteroidului 4 Vesta. (BBC) (NASA)
- 20 iulie
  - Telescopul spațial Hubble descoperă o altă lună care orbitează în jurul lui Pluto. (IAU)
  - Un experiment realizat la Fermi National Accelerator Laboratory a dezvăluit o rudă grea a neutronului. (LiveScience) (FermiLab)
- 21 iulie
  - O fosilă veche de 120 de milioane de ani este cea mai veche șopârlă gravidă descoperită vreodată, potrivit oamenilor de știință. Fosila, găsită în China, este un specimen complet, lung de 30 cm, cu mai mult de o duzină de embrioni în corpul său. (BBC)
  - Naveta spațială Atlantis finalizează STS-135, a 135-a și ultima misiune a programului Space Shuttle. (Spaceflight Now)
- 28 iulie – O fosilă chineză a unui dinozaur asemănător unei păsări, necunoscut până acum, este estimată de oamenii de știință ca având o vechime de aproximativ 155 de milioane de ani – cu cinci milioane de ani mai în vârstă decât Archaeopteryx, care timp de 150 de ani a fost considerat a fi prima pasăre din lume. (Daily Telegraph) (Nature)

### August

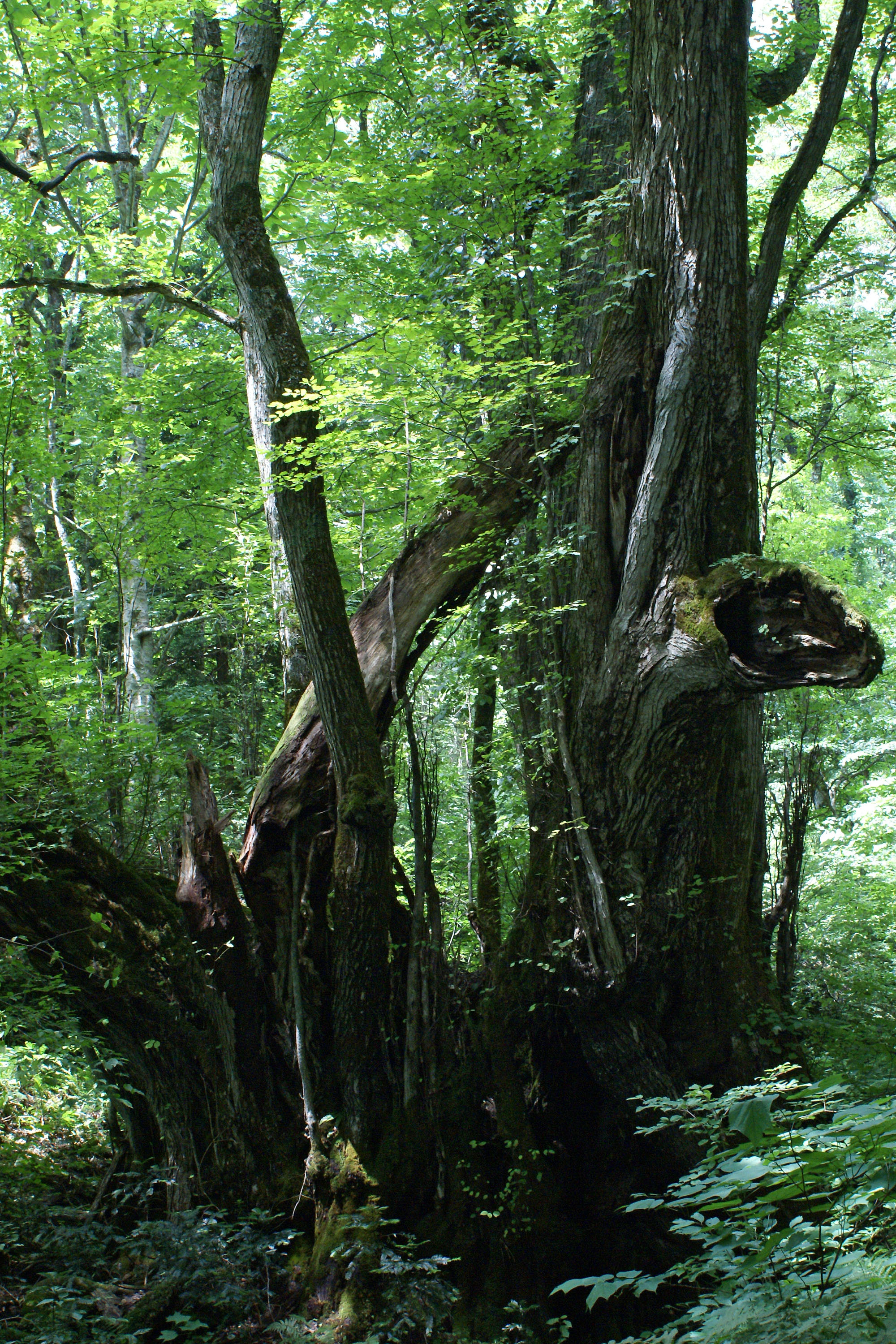
16 august: Un studiu al plantelor fosilizate sugerează că plantele lemnoase au apărut pe Pământ cu aproximativ 10 milioane de ani mai devreme decât se credea anterior.

- 5 august – Sonda solară Juno este lansată de la Centrul Spațial Kennedy într-o misiune de cinci ani către Jupiter. (BBC) (NASA) Arhivat în 26 aprilie 2020, la Wayback Machine.
- 6 august – Un studiu spune că dispariția pădurilor lumii în urmă cu 250 de milioane de ani a fost probabil accelerată de ciupercile agresive ucigașe de copaci, care au înflorit în condițiile provocate de schimbările climatice globale. (Geologie)
- 8 august – Un raport, bazat pe analiza de către NASA a meteoriților găsiți pe Pământ, sugerează că elementele de bază ale ADN-ului (adenina, guanina și moleculele organice înrudite) s-ar fi putut forma în spațiul cosmic. (PNAS)
- 16 august
  - Donatori privați, inclusiv actrița Jodie Foster, strâng suficienți bani pentru a redeschide rețeaua de radiotelescoape SETI, care a fost scoasă din uz, permițând astfel SETI să își continue căutarea de inteligență extraterestră. (BBC)
  - Un studiu al plantelor fosilizate sugerează că plantele lemnoase au apărut pe Pământ cu aproximativ 10 milioane de ani mai devreme decât se credea anterior.(BBC) (Science)
- 17 august – Cercetătorii de la Universitatea din Edinburgh afirmă că experiențele apropiate de moarte sunt opera unor perturbări ale căilor neuronale cauzate de o întrerupere a aprovizionării creierului cu oxigen și nu sunt evenimente supranaturale. (Scientific American) (Trends Cogn. Sci.)
- 23 august 
  - Lumea naturală conține aproximativ 8,7 milioane de specii, conform unei noi estimări descrise de oamenii de știință ca fiind cea mai exactă de până acum. Cu toate acestea, marea majoritate a acestor specii nu au fost identificate – catalogarea lor ar putea dura mai mult de 1.000 de ani.  (BBC)
  - Simulările computerizate sugerează că impactul violent al asteroizilor care aruncă viața de pe Pământ pe alte planete este mai probabil decât se credea anterior. (BBC) (ArXiv)

### Septembrie
- 2 septembrie:

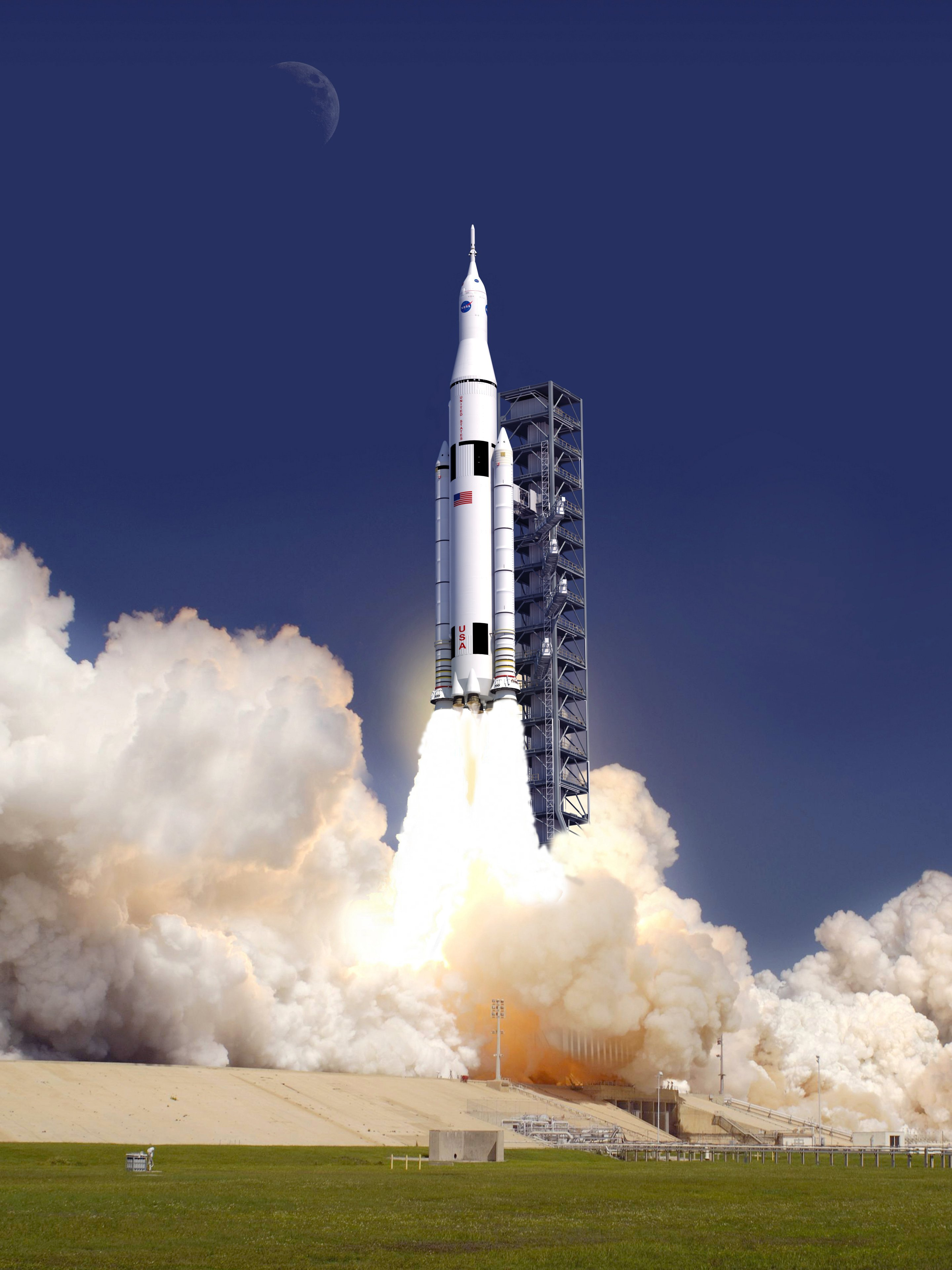
14 septembrie: NASA publică proiectul viitoarei sale rachete de mare capacitate, Space Launch System

  - Cercetătorii creează cel mai mic motor electric conceput până în prezent, realizat dintr-o singură moleculă cu diametrul de aproximativ un nanometru. Invenția ar putea avea aplicații atât în nanotehnologie, cât și în medicină. (BBC) (Nat. Nanotechnol.)
  - Cercetătorii sugerează că planetele deșertice uscate ar putea fi cel mai comun tip de planetă locuibilă din galaxie, mai degrabă decât planetele apoase precum Pământul. (Astrobiologie)
- 8 septembrie – Oamenii de știință de la Universitatea din Glasgow au făcut primii pași timizi către crearea „vieții” din celule chimice anorganice, definind potențial noul domeniu al „biologiei anorganice”. (New Scientist) (Angew. Chem.)
- 12 septembrie:
  - Gheața marină arctică s-a topit până la un minim istoric, anunță cercetătorii de la Universitatea Bremen din Germania. (CNN) Arhivat în 29 septembrie 2011, la Wayback Machine. (AMSR-E) Arhivat în 18 ianuarie 2012, la Wayback Machine.
  - Astronomii care utilizează instrumentul HARPS al Observatorului European Sudic anunță descoperirea a peste 50 de noi exoplanete – inclusiv 16 super-Pământuri – una dintre ele ar orbita la marginea zonei locuibile a stelei sale. Studiind proprietățile tuturor planetelor HARPS descoperite până acum, echipa a constatat că aproximativ 40% dintre stelele similare Soarelui au cel puțin o planetă mai ușoară decât Saturn. (ESO)
- 14 septembrie – NASA dezvăluie proiectul unei noi rachete de mare capacitate care va duce oamenii pe Marte și pe asteroizi. (BBC)
- 15 septembrie – O bucată de chihlimbar descoperită în Alberta, Canada, conține o pană veche de 80 de milioane de ani care ar putea oferi indicii cu privire la relația dintre dinozauri și speciile aviare moderne. (CBC) (Science)
- 29 septembrie – O rachetă care transportă primul modul de laborator spațial al Chinei, Tiangong-1, este lansată cu succes, marcând începutul programului Tiangong pentru crearea unei stații spațiale modulare. (BBC)

### Octombrie

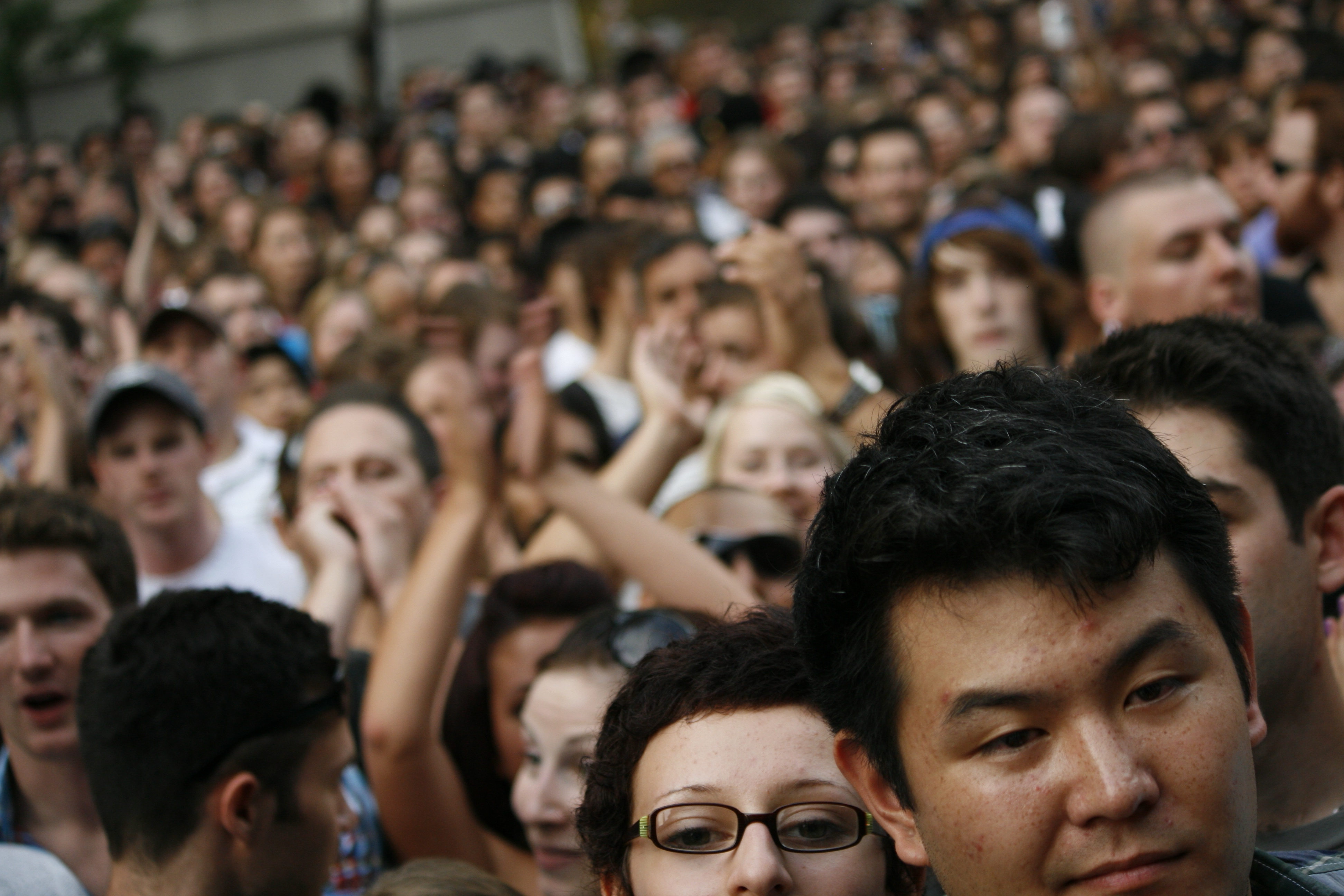
31 octombrie: Populația lumii ajunge la șapte miliarde, conform Organizației Națiunilor Unite.

- 3 octombrie – Atacama Large Millimeter Array din Chile – cel mai mare și mai complex radiotelescop construit vreodată – începe să funcționeze. (BBC)
- 7 octombrie – Datele furnizate de sonda Venus Express a ESA arată că planeta Venus are un strat de ozon în atmosfera superioară. (BBC)
- 10 octombrie – Un studiu suedez sugerează că exercițiile fizice sunt la fel de eficiente ca medicamentele în prevenirea migrenelor. (Cephalalgia)
- 12 octombrie – Codul genetic al microbului care a provocat Moartea Neagră în secolul al XIV-lea a fost reconstituit de oamenii de știință pentru prima dată. Cercetătorii britanici au extras fragmente de ADN ale bacteriei antice din dinții unor cadavre medievale găsite în Londra.  (BBC)
- 31 octombrie – Populația lumii ajunge la șapte miliarde, conform Organizației Națiunilor Unite. (The Guardian)

### Noiembrie

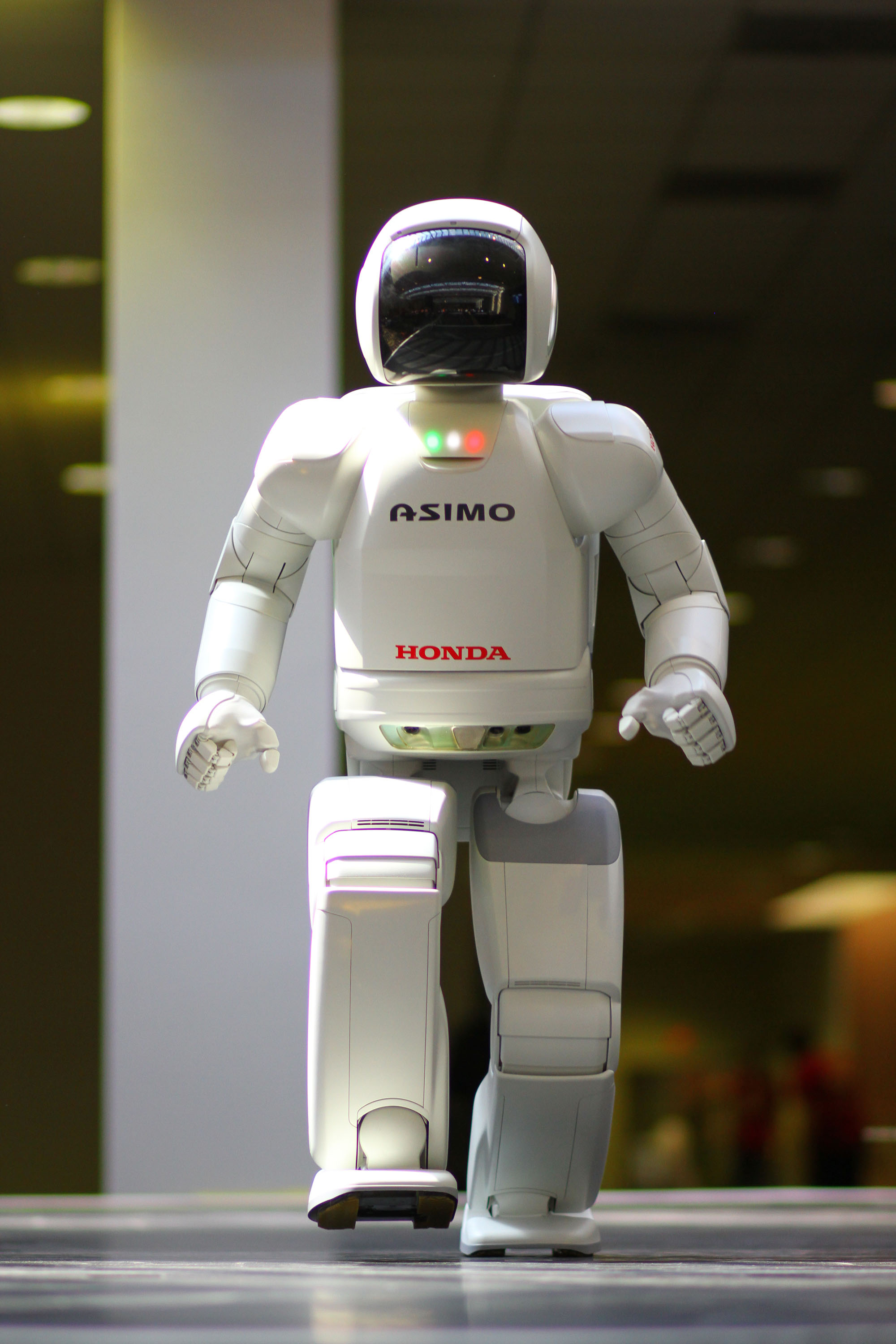
8 noiembrie: Honda lansează o versiune îmbunătățită a robotului său umanoid Asimo (versiunea anterioară în imagine).

- 2 noiembrie – Nava spațială Shenzhou 8 a Chinei, fără echipaj, andochează robotic cu modulul stației spațiale Tiangong-1, marcând prima andocare orbitală a Chinei și o etapă majoră în eforturile sale de a construi o stație spațială completă până în 2020.  (BBC)
- 8 noiembrie:
  - Asteroidul YU55 efectuează un survol apropiat al Pământului, trecând la o distanță lunară de 0,85 de Pământ. YU55 are un diametru de aproximativ 400 de metri și este cel mai mare asteroid care se apropie atît de mult de Terra din 1976. O altă trecere comparabilă nu va avea loc până în 2028.  (BBC)
  - Honda își modernizează robotul umanoid Asimo, oferindu-i o inteligență artificială îmbunătățită, capacitatea de a se mișca fără a fi controlat de un operator și o capacitate mai mare de a face față diferitelor situații. (USA Today)
- 9 noiembrie – Dacă tendințele actuale se mențin, Pământul va suferi aproape sigur o extincție în masă a speciilor, potrivit unui nou sondaj major realizat în rândul a 583 de cercetători în domeniul conservării, publicat în Conservation Biology. (Conserv. Biol.)
- 10 noiembrie – Nu mai există niciun rinocer negru sălbatic în Africa de Vest, potrivit celei mai recente evaluări globale a speciilor amenințate. (BBC) (IUCN)
- 17 noiembrie – Pentru prima dată, astronomii au realizat o descriere completă a unei găuri negre. Echipa americană a efectuat măsurători precise cu ajutorul telescoapelor de la sol și de pe orbită, ceea ce le-a permis să reconstruiască istoria completă a obiectului Cygnus X-1, de la nașterea sa în urmă cu aproximativ șase milioane de ani. (Astrophys. J.)
- 26 noiembrie – Lansarea cu succes a misiunii NASA Mars Science Laboratory către Marte. Misiunea a aterizat roverul robotizat Curiosity pe suprafața planetei Marte în august 2012,[31] după care roverul și-a început căutarea de dovezi ale vieții trecute sau prezente pe Marte.  (Chicago Tribune) (Launch Video – 04:00)